# Мещёра (Асерховское сельское поселение)
Мещёра — деревня в Собинском районе Владимирской области России, входит в состав Асерховского сельского поселения.

## География
Деревня расположена в 8 км на север от центра поселения посёлка Асерхово и в 17 км на восток от райцентра Собинки.

## История
В конце XIX — начале XX века деревня входила в состав Подольской волости Владимирского уезда. В 1859 году в деревне числилось 11 дворов, в 1905 году — 26 дворов, в 1926 году — 27 хозяйств.
С 1929 года деревня входила с состав Улыбышевского сельсовета Владимирского района, с 1931 года — в составе Кадыевского сельсовета Собинского района, с 1965 года — в составе Вышмановского сельсовета, с 2005 года входит в состав Асерховского сельского поселения.

## Население
| 1859 | 1905 | 1926 |
| ---- | ---- | ---- |
| 61   | 135  | 119  |

| 1859 | 1905 | 1926 | 2002 | 2010 | 2021 |
| ---- | ---- | ---- | ---- | ---- | ---- |
| 61   | ↗135 | ↘119 | ↘6   | ↘1   | ↗10  |